# 道納 (明尼蘇達州)
道納（英語：Downer）是位於美國明尼蘇達州克萊縣的一個非建制地區。

## 歷史
道納的郵局於1886年成立，其後於1954年停運。此地由鐵路公司命名。

## 地理
道納所處的海拔為高於海平面295米（即968英呎），而該地所採用的時區為UTC-6，即北美中部時區（CST）。同時該地設有夏令時間，為UTC-6調快一小時，即UTC-5（CDT）。